# White Dove
White Dove е песен на германската рок група „Скорпиънс“, написана в отговор на гражданската война, която обхваща Руанда през 1994 г. White Dove представлява преработка на популярната песена на унгарската рок група „Омега“ – The Girl With the Pearl's Hair, от която „Скорпиънс“ вземат музиката, а текстът е написан от Клаус Майне и Рудолф Шенкер с подкрепата на Детския фонд на обединените нации. Песента е издадена като сингъл на 11 юли 1994 г. от „Мъркюри Рекърдс“ и включена по-късно като допълнителна бонус песен в албума записан на живо Live Bites (1995).
Всички приходи от продажбата на сингъла, както и от заснетия видеоклип към песента, са използвани в помощ на бежанците, които напускат Руанда по време на гражданската война в страната. Въпреки високите очаквания, сингълът не постига значителен успех в международните класации за сингли, където достига до №18 в Германия и до №20 в Швейцария.

## Списък с песните

### CD сингъл
1. White Dove (Пресър, Адамис, Клаус Майне, Рудолф Шенкер) – 4:20
2. Ave Maria No Morro (Студио версия) (Хервивелто Мартин, М. Салинас) – 3:21
3. Kami O Shin Jiru (Клаус Майне, Рудолф Шенкер) – 3:49

### Аудио касета

#### Страна А
1. White Dove – 4:20
2. Ave Maria No Morro – 3:21

#### Страна Б
1. Kami O Shin Jiru – 3:49
2. Under The Same Sun (Записана на живо) (Хъдсън, Клаус Майне, Брус Феърбеърн) – 3:16

## Музиканти
- Клаус Майне – вокали
- Рудолф Шенкер – ритъм и тежки китари
- Матиас Ябс – ритъм и тежки китари
- Ралф Рикерман – бас
- Херман Раребел – барабани и ударни